# Nicholas Murray Butler
Nicholas Murray Butler (Elizabeth, 2 aprile 1862 – New York, 7 dicembre 1947) è stato un filosofo, diplomatico, politico e pedagogista statunitense, vincitore, insieme a Jane Addams, del premio Nobel per la pace nel 1931.

## Biografia
Butler era figlio di un industriale, Henry L. Butler e di Mary Murray, figlia di un uomo di chiesa. Si distinse negli studi, ottenendo il bachelor a vent'anni, e il diploma di dottorato due anni dopo. Nel 1885 entrò a far parte del dipartimento di filosofia del Columbia College, che undici anni dopo divenne la Columbia University. Si fece notare per le sue capacità amministrative, al punto di ottenere la nomina a rettore nel 1902. Fino al 1945, anno del pensionamento, la Columbia conobbe una notevole crescita, che vide il numero degli studenti passare da 4000 a 34000, fino a diventare uno dei più importanti atenei degli Stati Uniti.
La sua carriera politica nel Partito Repubblicano ebbe inizio nel 1888, quando fu delegato alla convention del partito. Nel 1928 cercò di ottenere la nomina a candidato alle presidenziali, ma non vi riuscì.
Butler si sposò per la prima volta nel 1887 e per la seconda volta nel 1907, dopo la morte della sua prima moglie, avvenuta nel 1903.

## Scritti
- Nicholas Murray Butler (editor), Monographs on education in the United States. Department of Education for the United States Commission to the Paris Exposition of 1900
- Nicholas Murray Butler, The international mind: an argument for the judicial settlement of international disputes . New York: C. Scribner's sons, 1912
- Nicholas Murray Butler, The Meaning of Education and Other Essays and Addresses. New York: The Macmillan Company, 1898
- Nicholas Murray Butler, The path to peace: essays and addresses on peace and its making. New York; London, 1930
- Nicholas Murray Butler, Looking Forward: what will the american people do about it?: essays and addresses matters national and international. New York; London: C. Scribner's sons, 1932
- Nicholas Murray Butler, Between two worlds: interpretations of the age in which we live: essays and addresses. New York; London, 1934
- Nicholas Murray Butler, A world in ferment: interpretations of the war for a new world. New York: Scribner's sons, 1918
- Nicholas Murray Butler, Across the Busy Years. Recollections and Reflections. Scribner's sons. Vol. I (1939), Vol. II (1940).